# Francisco Morán Samaniego
Francisco Morán Samaniego (Zamora, 22 de septiembre de 1901-Madrid, 5 de mayo de 1984), fue un físico español y Meteorólogo del Estado. Primer catedrático de Física del Aire en la Universidad de Madrid.  

## Biografía
Nació en Zamora el 22 de septiembre de 1901 en el seno de una reputada familia. Tras finalizar brillantemente sus estudios de bachillerato en la capital zamorana, se trasladó a Madrid para estudiar Medicina en la Universidad Central. Sin embargo, poco después se matricularía en Ciencias, para finalmente licenciarse en esta materia en 1926. 
En 1921 ingresó en el entonces Servicio Meteorológico Español (actual Agencia Estatal de Meteorología) como Auxiliar de Meteorología, junto a otras notables figuras como Mariano Doporto Marchori, Arturo Duperier o José María Lorente.
En 1927 realizó su primer viaje a Berlín para asistir a las lecciones impartidas por algunas figuras de la Física como Erwin Schrödinger, Einstein, Heinrich von Ficker o Albert Defant. Dos años después, ascendería a Meteorólogo, gracias a la presentación de un trabajo que tituló Estudio climatológico de la parte de la zona tórrida comprendida entre los meridianos 40E y 100 E. Su elaboración y posterior publicación en la revista Anales de la Sociedad Española de Meteorología coincidió con la época de los grandes raids españoles.
Francisco Morán fue pensionado por la Junta de Ampliación de Estudios e Investigaciones Científicas en 1933 para realizar un segundo viaje a Alemania. Esta circunstancia le convirtió en el segundo meteorólogo español becado por el Estado con el propósito de desarrollar estudios estrictamente meteorológicos. Durante su estancia conoció a su futura mujer, Encarnación Cabré, la primera mujer que se dedicó a la arqueología en España.
La Guerra Civil supuso un paréntesis en su carrera investigadora. En 1943 logró el grado de doctor, bajo la dirección de José Baltá Elías, gracias a su tesis Aplicaciones teóricas y aerológicas de los diagramas termodinámicos. El diagrama politrópico. Más tarde, en 1948, ganó las oposiciones a la cátedra de Física del Aire en la Universidad de Madrid, puesto que ocupó hasta su jubilación en 1971.
En el Servicio Meteorológico ocupó diversos puestos de relevancia: jefe de la sección de Aerología, director del Instituto Nacional de Meteorología y jefe de la Oficina Central. Además, fue jefe de la Sección de Meteorología Pura del Instituto Nacional de Geofísica del CSIC y vicepresidente de esta organización. Además, fue designado Vocal del Consejo Nacional de Física. 
En el ámbito científico, destacan la interpretación física que propuso en 1942 con relación al teorema de Ertel y otras aportaciones originales vinculadas a varias cuestiones termodinámicas. Precisamente, con el geofísico alemán Hans Ertel estuvo trabajando durante varios años en un ambicioso texto de dinámica de la atmósfera que no pudo culminarse por el repentino fallecimiento de este. 
Tuvo una estrecha amistad con el pintor Jesús Gallego Marquina.
Falleció en Madrid el 5 de mayo de 1984, cuando contaba con 83 años de edad.

## Publicaciones

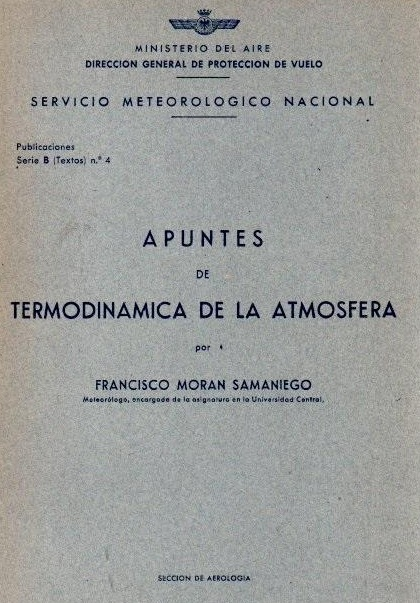
Portada de los Apuntes de Termodinámica de la atmósfera

Firmó más de una veintena de publicaciones científicas y dirigió siete tesis doctorales a varios notables meteorólogos, como Jansà, Azpíroz, Garmendia, Palomares o Castañs. Los meteorólogos Luis Aldaz-Isanta y Mariano Medina fueron dos de sus alumnos más destacados.
Su obra Apuntes de Termodinámica de la Atmósfera, publicada en 1944 en la Serie B de Publicaciones del Servicio Meteorológico Nacional, continua siendo en la actualidad un texto de referencia para la preparación de las oposiciones a los Cuerpos de Meteorología, así como para estudiantes universitarios que cursan el posgrado en Física del Aire. Se reeditaron en 1984.
En 1954 publicó Los tensores cartesianos rectangulares, una obra que mereció los mejores elogios de los tratadistas más destacados de la época, por su capacidad de síntesis y el esclarecido desarrollo que propuso para su contenido. Tuvo una segunda edición en 1959.
Los últimos años de su vida los dedicó a traducir varias obras de divulgación científica de Isaac Asimov.

## Trascendencia

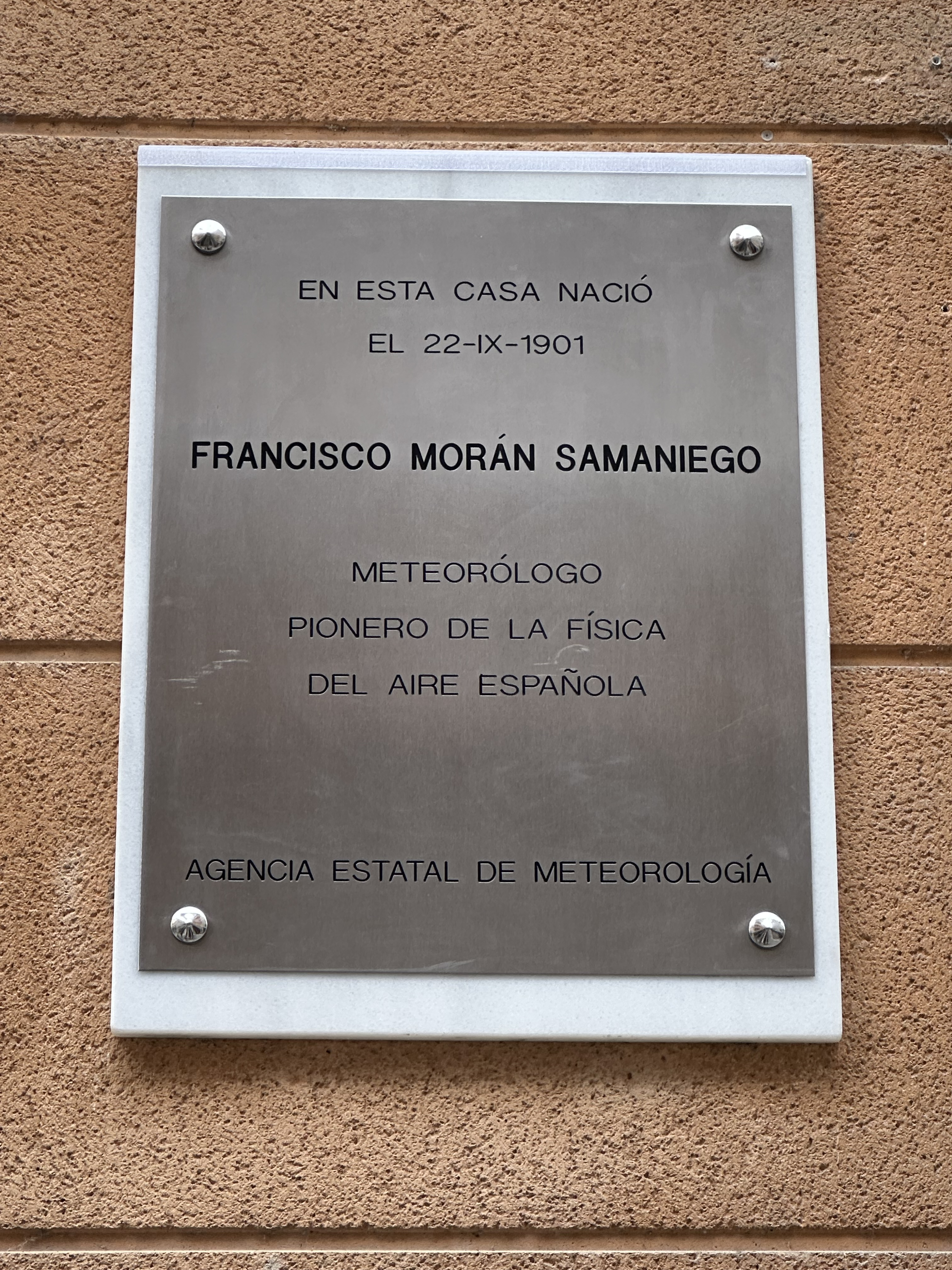
Placa dedicada a Francisco Morán en Zamora

Por sus resonantes contribuciones científicas, se le considera el «padre de la Física del Aire española». La relevancia de su labor docente y sus investigaciones propiciaron que la meteorología española adquiriese carta de naturaleza científica. 
En 1966 fue nombrado Académico correspondiente de la Real Academia de Ciencias y Artes de Barcelona.
Fue reconocido como socio de honor de la Real Sociedad Española de Física y Química en 1971, y de la Asociación Meteorológica Española (AME) en 1982.
El 4 de abril de 2024, la Real Academia de Ciencias y Artes de Barcelona acogió un homenaje que fue organizado conjuntamente con la Agencia Estatal de Meteorología.
El 13 de noviembre de 2024, la Agencia Estatal de Meteorología impulsó un homenaje en la ciudad de Zamora, que consistió en el descubrimiento de una placa en su casa natal ubicada en la calle de San Torcuato número 25.